# Joseph Schaefler
Joseph Schaefler (* 23. Dezember 1843 in Zettlitz; † 27. Februar 1891 in Ramspau) war Pfarrer und Mitglied des Deutschen Reichstags.

## Leben
Schaefler besuchte das Gymnasium in Amberg bis 1862 und die Lyzeen in Amberg und Regensburg. Er studierte an den  Universitäten München (1862–67) und Würzburg (1869–70). 1867 wurde er Priester und Kooperator in Abbach, 1869 in Weiden und 1870 in Wörth an der Donau. 1872 wurde er Stiftsvikar und Militärprediger in Regensburg und 1874 Pfarrer in Ramspau.
Von Juli 1879 bis 1884 war er Mitglied des Deutschen Reichstags für den Wahlkreis Oberpfalz 5 (Neustadt an der Waldnaab). Schaefler schloss sich im Reichstag keiner Fraktion an und blieb ein unabhängig Klerikaler. Von 1879 bis 1882 war er Mitglied der Bayerischen Kammer der Abgeordneten für den Wahlkreis Kemnath.